# Mykola Tschuschykow
Mykola Fedorowytsch Tschuschykow (ukrainisch Мико́ла Фе́дорович Чу́жиков; * 5. Mai 1938 in Makeschkino, Russische SFSR; † 9. Juni 2022) war ein sowjetischer Kanute aus der Ukraine.

## Karriere
Bei den Olympischen Spielen 1964 in Tokio gehörte Mykola Tschuschykow neben Anatoli Grischin, Wjatscheslaw Ionow und Wolodymyr Morosow zum sowjetischen Aufgebot im Vierer-Kajak. Auf der 1000-Meter-Strecke zog die sowjetische Mannschaft nach einem zweiten Platz im Vorlauf und einem Sieg im Halbfinallauf ins Finale ein. Dieses schloss sie mit einer Rennzeit von 3:14,67 Minuten vor den Mannschaften aus Deutschland und Rumänien auf dem ersten Platz ab und wurde damit Olympiasieger. Vier Jahre darauf war Tschuschykow bei den Olympischen Spielen 1968 in Mexiko-Stadt erneut Mitglied der sowjetischen Mannschaft im Vierer-Kajak. Sie schied dieses Mal im Halbfinale aus und verpasste damit das Finale.
Weitere Erfolge erzielte Tschuschykow auch bei Weltmeisterschaften. 1963 belegte er in Jajce mit Anatoli Grischin im Zweier-Kajak den dritten Platz über 1000 Meter, was gleichzeitig auch als Europameisterschaft gewertet wurde. 1966 wurde er im Vierer-Kajak in Berlin Weltmeister. Einen dritten Platz belegte er 1965 in Bukarest bei den Europameisterschaften im Vierer-Kajak auf der 10.000-Meter-Strecke. Bei den Europameisterschaften 1967 in Duisburg schloss Tschuschykow den Wettbewerb im Vierer-Kajak über 1000 Meter ebenfalls auf Rang drei ab und wiederholte 1969 in Moskau diesen Erfolg.